# Perimede (Odissea)
Perimede (in greco antico: Περιμήδης?, Perimédēs) è un personaggio dell'Odissea (canto IX, XI e XII) di Omero. Compagno di Ulisse, accompagnò il suo capitano nelle molte peripezie. Fu uno dei più fedeli compagni del re di Itaca.
Insieme a Euriloco, legò Ulisse all'albero maestro della nave quando la flotta incontrò le sirene. 
Poi accompagnò Ulisse nella Terra dei Ciclopi e nell'Ade, dove sgozzò una capra in sacrificio all'indovino cieco Tiresia. Come tutti gli ultimi compagni di Ulisse, morì nel naufragio dell'ultima nave, dopo aver mangiato le vacche sacre al dio Sole.

## La figura di Perimede nell'arte
Nel film L'Odissea di Andrej Končalovskij (1997), Perimede, interpretato da Andoni Anastasse, viene rappresentato come un guerriero coraggioso.